# Oxborough
Oxborough is een civil parish in het bestuurlijke gebied Breckland, in het Engelse graafschap Norfolk met 228 inwoners.
De klokkentoren en spits van de St. Johns-kerk stortten in 1948 neer op het onderliggend kerkgebouw, waarbij het zuidelijk gedeelte van het schip werd vernield. De oorzaak was de combinatie van het gewicht van de klokken met hevige wind. De schade werd niet hersteld. 